# Dhamar
Dhamār (in arabo: ذمار) è una città dello Yemen, capoluogo del governatorato omonimo nel sud est del Paese. Si trova a circa 2 400 metri di altezza. L'economia di Dhamār è essenzialmente agricola, la stessa città si trova in mezzo ad un altopiano intensamente coltivato e questa sua vocazione trova conferma nell'assenza di mura che difendano la città.